# Dürrenzimmern (Brackenheim)

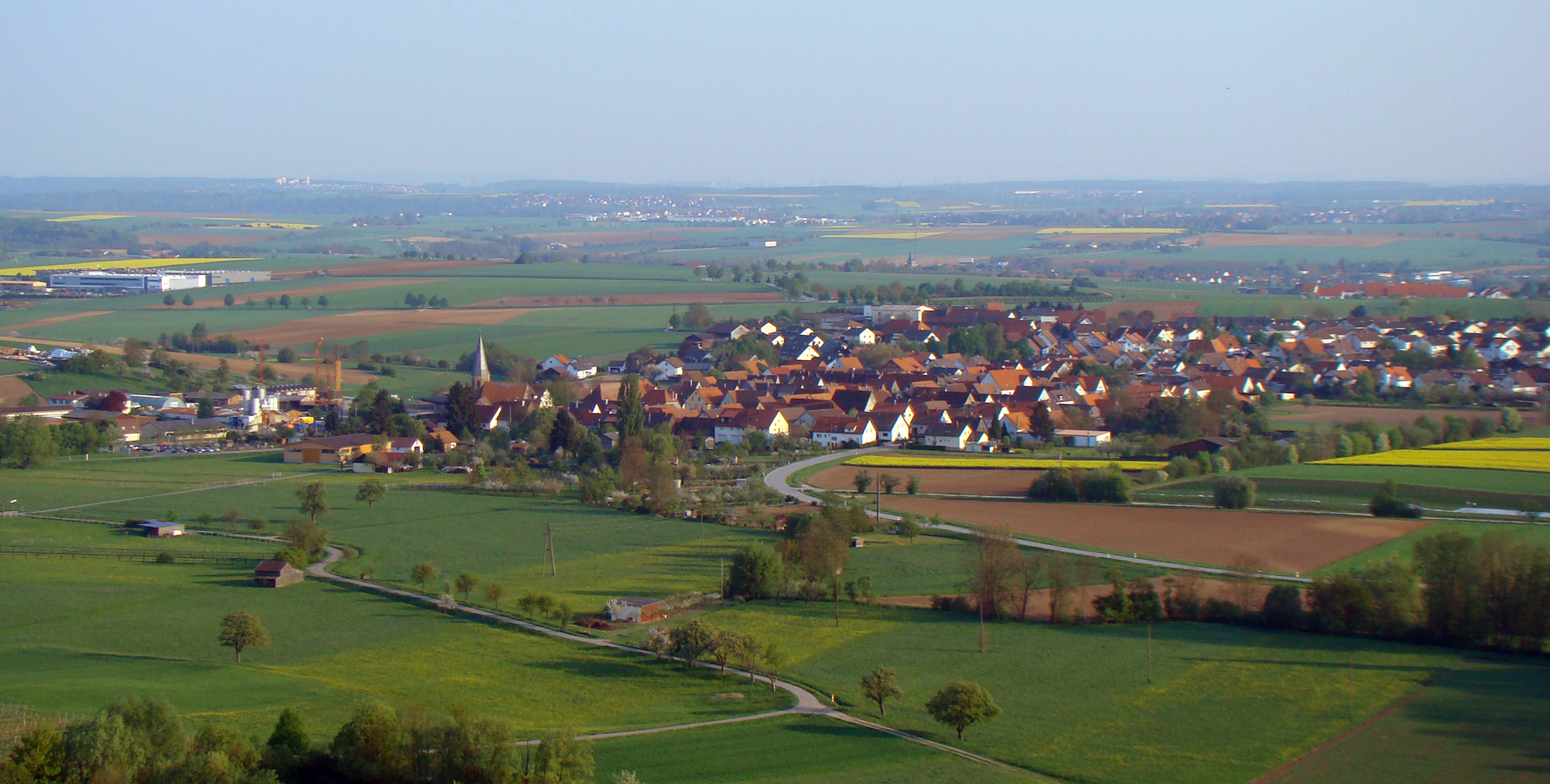
Blick auf Dürrenzimmern (2011)

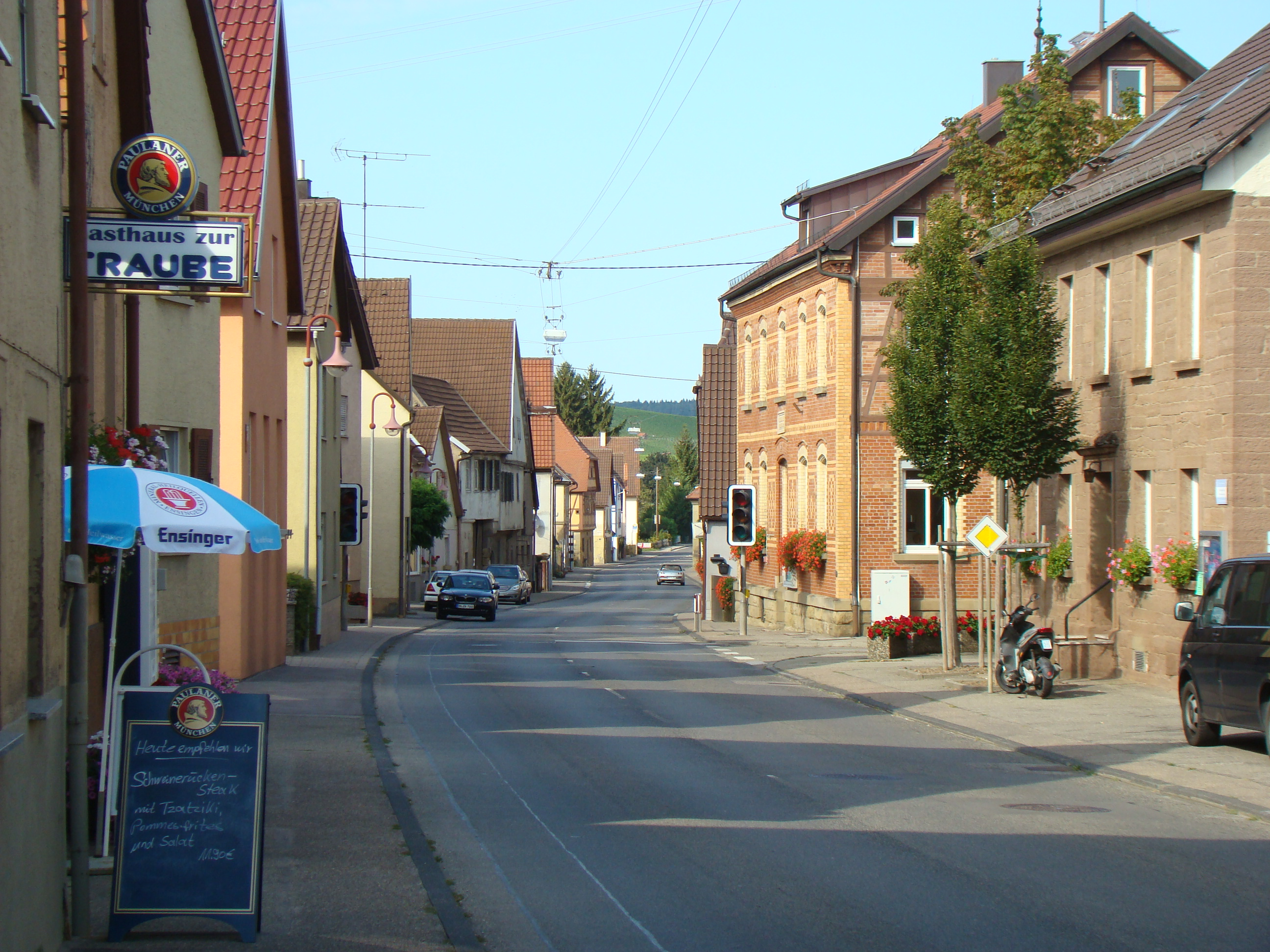
Ortsdurchfahrt (2012)

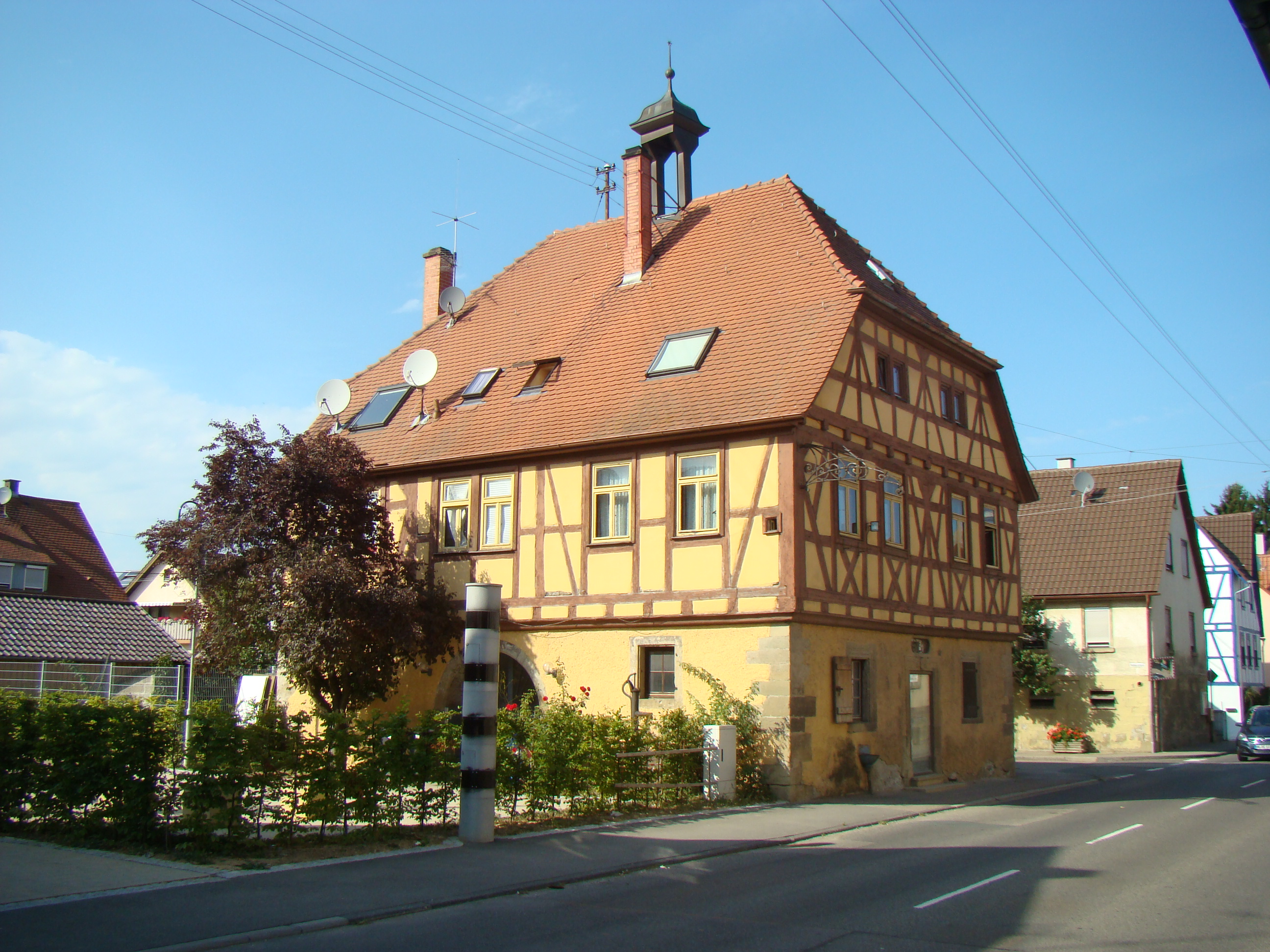
Altes Rathaus von 1732

Dürrenzimmern ist ein Dorf im Landkreis Heilbronn in Baden-Württemberg, das seit dem 1. November 1971 zu Brackenheim gehört.

## Geographie
Dürrenzimmern liegt im Zabergäu an den südlichen Ausläufern des Heuchelbergs im Tal des Kiesbaches. Das Dorf liegt 214 m über NN, die Keuperhänge der Weinberge an Heuchelberg und Mönchsberg erstrecken sich bis auf 320 m über NN.

## Geschichte
Zur Gründungsgeschichte und zu den frühen Besitzverhältnissen von Dürrenzimmern gibt es fast keine gesicherten Überlieferungen. Als älteste Erwähnung wird eine Schenkungsurkunde vom 27. Mai 825 angenommen, mit der dem Kloster Lorsch eine Hofstätte und Ackerland in „Cimbren“ übertragen wurde. Anfang des 12. Jahrhunderts wird mit Hartwig von Zimmern erstmals ein Ortsadel genannt, der bis zum Anfang des 14. Jahrhunderts mehrfach erwähnt wird und eventuell in der heutigen Gemarkung „Burgstall“ einen befestigten Hof besaß. Nach dem Ende des Ortsadels wurde Zimmern zum Reichsdorf, wenngleich der Zehnte seit 1379 dem württembergischen Grafen zuerkannt wurde.
Das spätmittelalterliche Zimmern war ein ummauertes Dorf, in dem mehrere Hofgüter bestanden, die von begüterten Adelsfamilien und geistlichen Fürstentümern und Institutionen besessen wurden. Als Besitzer im späten Mittelalter werden u. a. genannt die begüterten Familie Mayser und von Rieden, das Kloster Lauffen in Lauffen am Neckar, das Bistum Augsburg, die Deutschordenskomturei Heilbronn, die Herrschaft Württemberg und die Pfarrei in Kleingartach.
Dürrenzimmern teilt die Geschichte zahlreicher Dörfer im Zabergäu. Zimmerner Bauern beteiligten sich im Bauernkrieg 1525 bei der Erstürmung des Deutschordensschlosses in Stockheim, die nachfolgenden Kriege und Truppendurchzüge brachten Seuchen und Verwüstungen. Lange Zeit grassierte die „Genickstarre“, ab Anfang des 17. Jahrhunderts auch die Pest. Im Dreißigjährigen Krieg floh oder verstarb ein Großteil der Einwohnerschaft, die nachfolgenden Erbfolgekriege brachten bis in die Mitte des 18. Jahrhunderts weiteres Leid.
Dürrenzimmern gehörte schon jahrhundertelang zum altwürttembergischen Amt Brackenheim. Bei der Umsetzung der neuen Verwaltungsgliederung im seit 1806 bestehenden Königreich Württemberg blieb der Ort weiterhin dem nunmehrigen Oberamt Brackenheim zugeordnet.
Der durch die lange von Kriegen geprägte Zeit leidende Weinbau wurde in der vergleichsweise friedlichen Zeit ab dem 18. Jahrhundert intensiviert. Im Jahr 1800 errichtete der württembergische Staat eine Kelter gegenüber dem Rathaus, die im Jahr 1832 von der Gemeinde erworben wurde. Die rein landwirtschaftliche Prägung und die Armut im Ort verursachten insbesondere in der Mitte des 19. Jahrhunderts und nochmals an der Schwelle zum 20. Jahrhundert einen Rückgang der Bevölkerung infolge von Auswanderung und Landflucht. 1846 wurden 739 Personen gezählt, 1867 nur noch 650, 1885 war die Bevölkerung wieder auf 723 Personen angewachsen, sank in der Folgezeit jedoch wieder. 1933 wurden 607 Einwohner gezählt, 1939 waren es 586. 1937 wurde eine Weingärtnergenossenschaft gegründet, die 1939 eine Genossenschaftskelter im Ort errichtete.
Bei der Verwaltungsreform während der NS-Zeit in Württemberg gelangte Dürrenzimmern 1938 zum Landkreis Heilbronn.
In den letzten Tagen des Zweiten Weltkriegs wurde Dürrenzimmern von 2. bis 4. April 1945 zum Ziel mehrerer Bombenabwürfe, wobei der Kirchturm, das Pfarrhaus, mehrere Wohnhäuser und Scheunen zerstört wurden. Am 6. April 1945 zogen französische Truppen kampflos in Dürrenzimmern ein. Eine überwiegend aus Marokkanern bestehende Einheit hielt den Ort mehrere Tage besetzt, wobei es zu zahlreichen Plünderungen, Zerstörungen und Vergewaltigungen kam. Diese Besatzer sollen allein rund 300.000 Liter Wein geplündert haben. Der wilden Besetzung folgte ein zehnköpfiges offizielles französisches Besatzungskommando und anschließend die amerikanische Besatzungsmacht. Unterdessen wurden auch zahlreiche Flüchtlinge in Dürrenzimmern einquartiert, so dass die Bevölkerungszahl trotz hoher Kriegsverluste von 600 Personen Ende 1945 auf 731 Personen im Jahr 1949 anstieg.
Da der Ort Teil der Amerikanischen Besatzungszone geworden war, gehörte er somit seit 1945 zum neu gegründeten Land Württemberg-Baden, das 1952 im jetzigen Bundesland Baden-Württemberg aufging.
Die Kanalisation des Ortes wurde 1954 begonnen und wurde in weiteren Bauabschnitten 1958 und in den 1960er Jahren vollendet. 1970 verschmolz die Weingärtnergenossenschaft mit der Stockheims. Am 1. November 1971 wurde Dürrenzimmern nach Brackenheim eingemeindet. Ende der 1970er Jahre veränderte eine der größten Rebflurbereinigungen des Landes Baden-Württemberg die Umgebung von Dürrenzimmern nachhaltig, als rund 85 Hektar Nutzfläche planiert und mit Wegen und Wasserableitungen erschlossen wurden, um eine effizientere Bewirtschaftung zu ermöglichen.

## Wappen
Die Blasonierung lautet: In Blau ein schräg gelegtes goldenes Beil, oben und unten begleitet von je zwei sechsstrahligen goldenen Sternen.

## Sehenswürdigkeiten

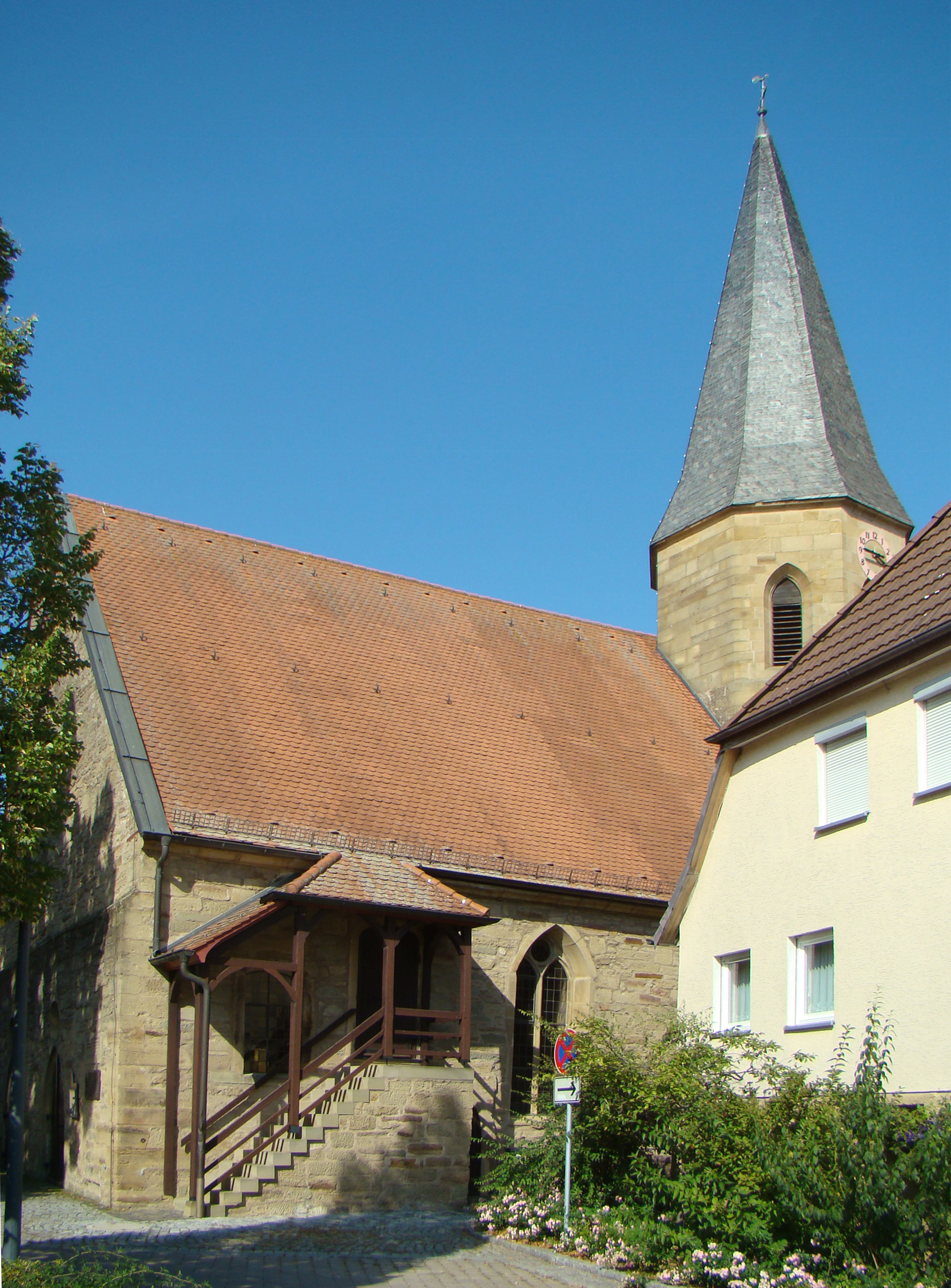
Kirche Maria Magdalena

- Die Maria-Magdalenen-Kirche weist einen frühgotischen Chorturm auf, das Kirchenschiff wurde 1504 erbaut und 1620 nach Norden erweitert (Baumeister Heinrich Ernst und Hans Pfaff). Nach Kriegszerstörung im Zweiten Weltkrieg wurde die Kirche als eine der ersten wiedererbauten Kirchen in Württemberg am 12. Oktober 1947 wieder eingeweiht.
- Direkt bei der Kirche befindet sich die im Jahr 1800 errichtete Alte Kelter, die nach mehreren Umbauten inzwischen als Gemeindehalle genutzt wird.
- Das Alte Rathaus von 1732, das inzwischen als Wohnhaus genutzt und stark sanierungsbedürftig ist, bildete mit Kirche und Kelter einst die Ortsmitte.
- Der Klosterhof in der Mönchsbergstraße 45 ist ein Gebäude mit Bauteilen aus dem Jahr 1592, das vermutlich auf einen Pfleghof des 1288 erwähnten Klosters Weil (bei Esslingen) zurückgeht. Bemerkenswert sind die beiden Tondi mit Reliefbüsten an der Fassade des Gebäudes.
- Das Schulhaus des Ortes wurde 1892 errichtet. Die Traufseite zur Hauptstraße hin ist in farbig kontrastierendem Sichtziegelmauerwerk ausgebildet, die Giebelseiten wurden zum Teil in Fachwerkbauweise mit ausgemauerten Gefachen erbaut.

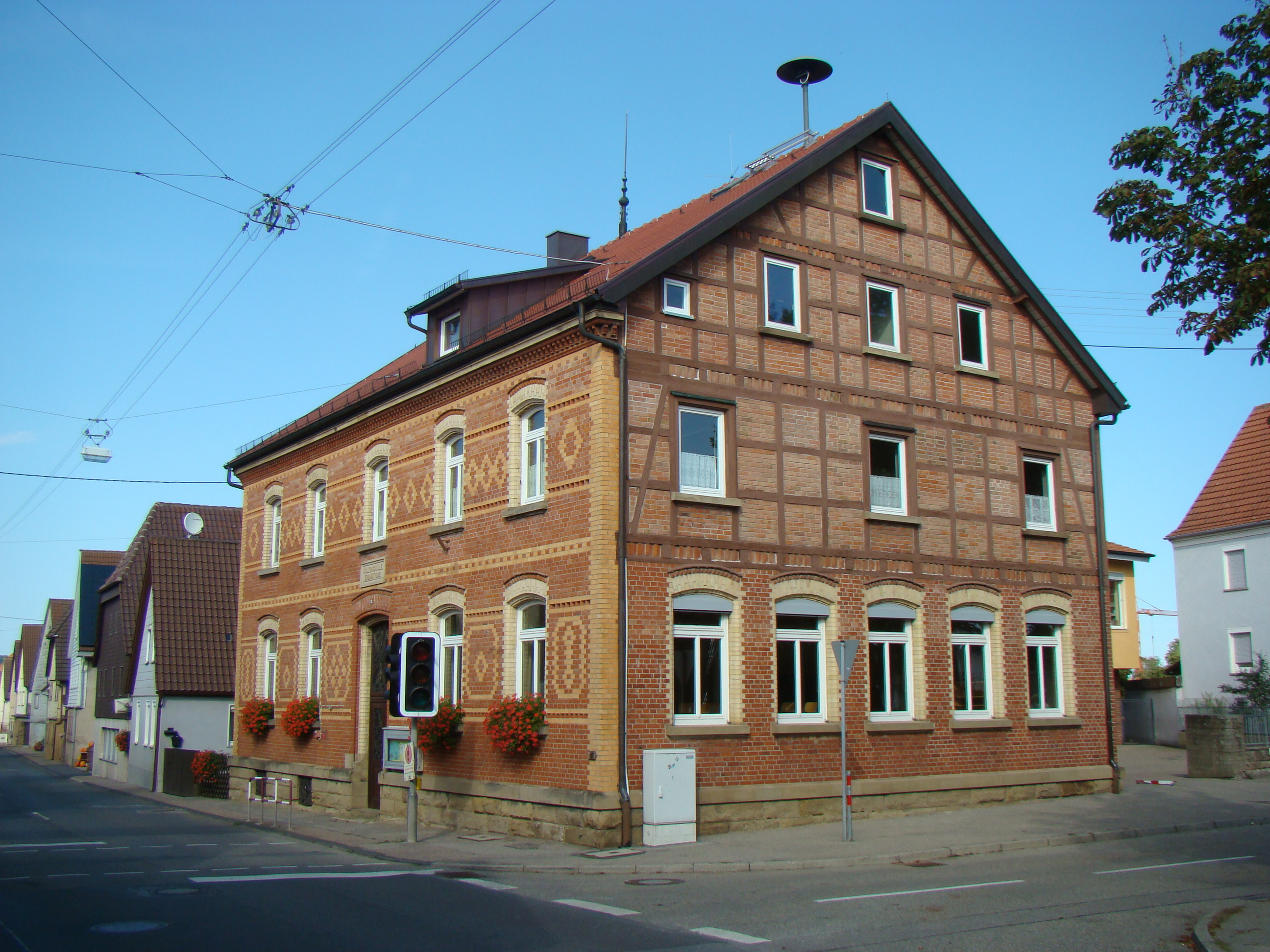
Schulhaus von 1892
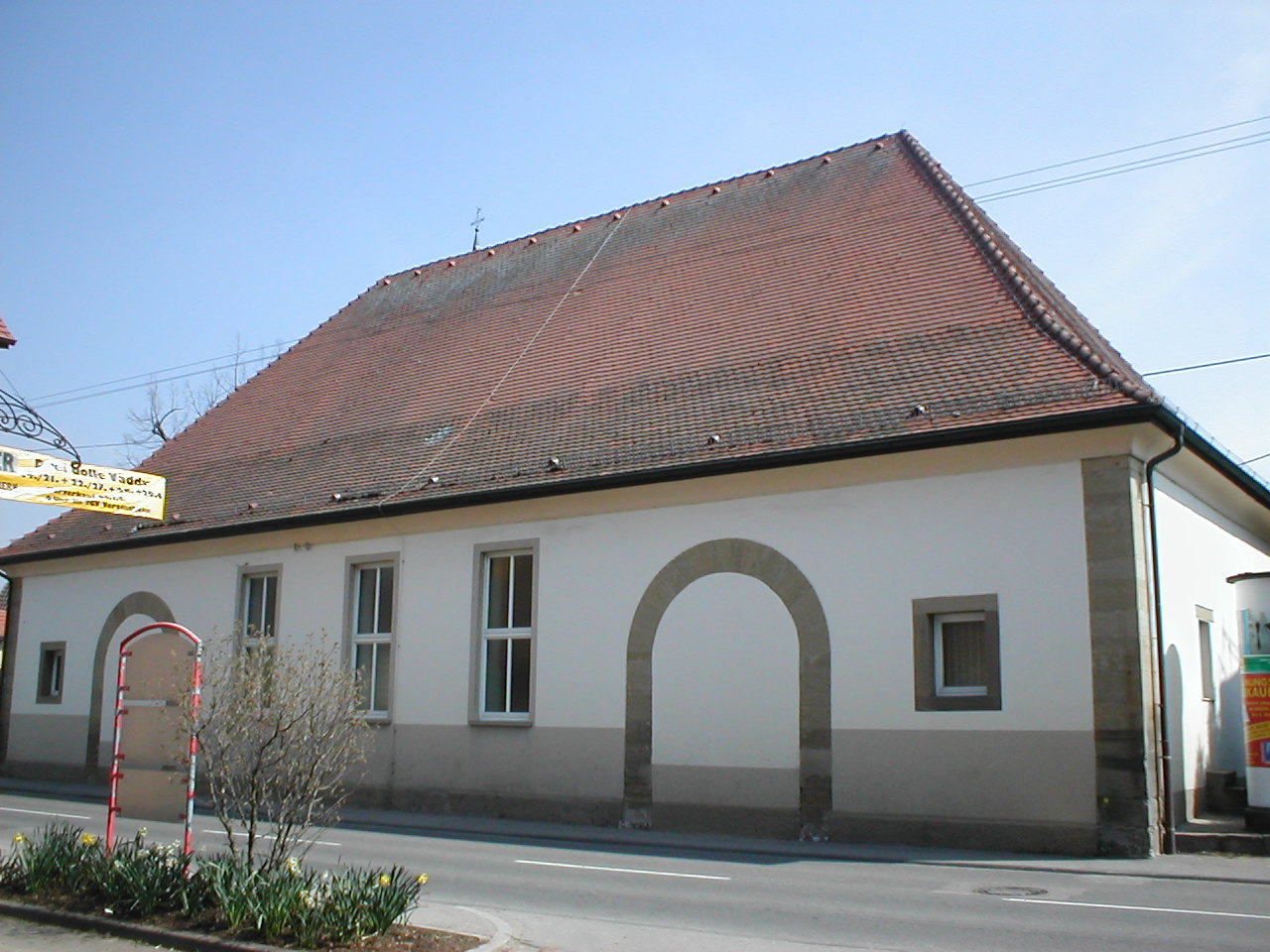
Alte Kelter, Gemeindehalle
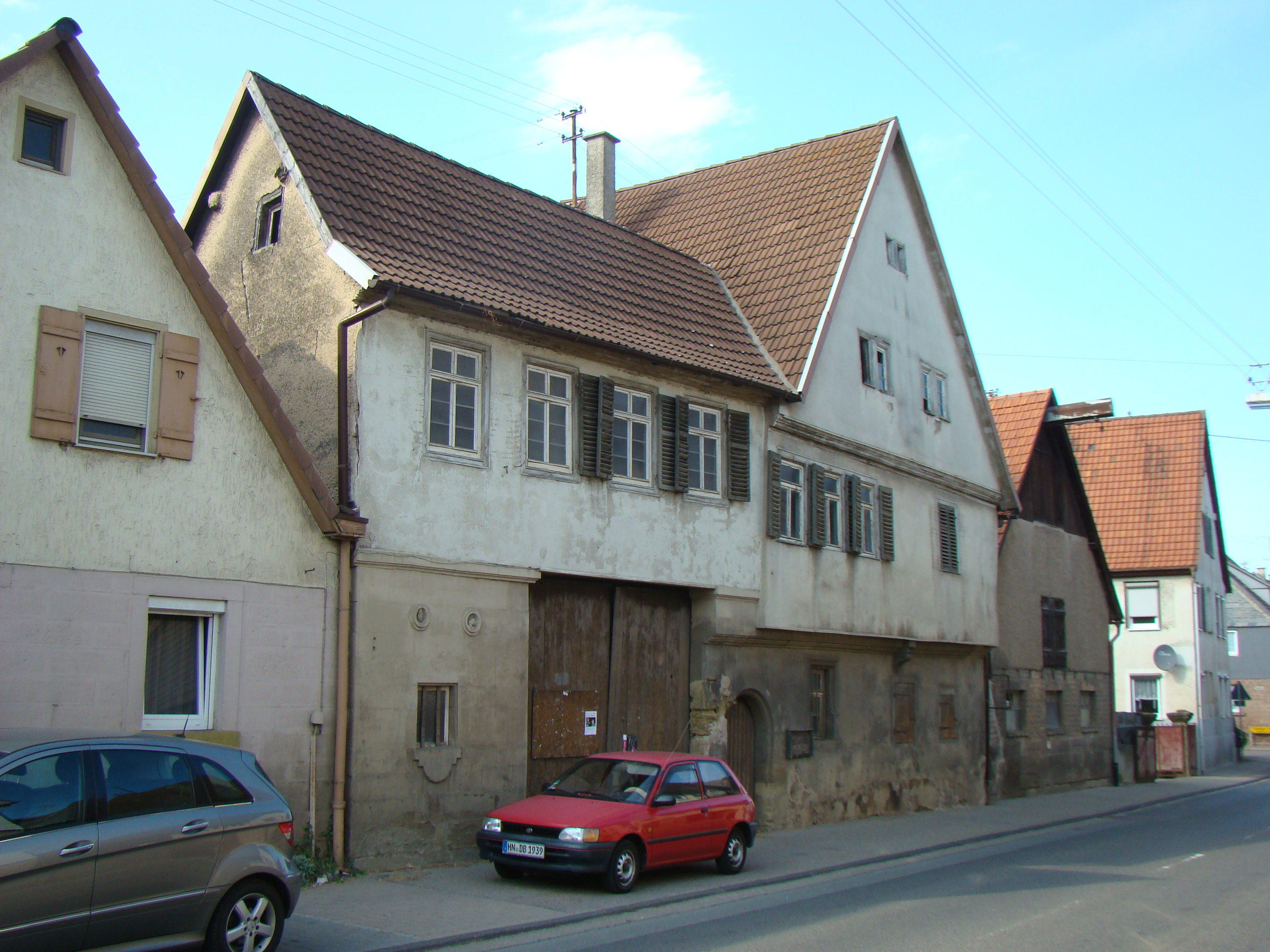
Klosterhof

## Persönlichkeiten
- Johann Friedrich Jahn (1728–1800), Lehrer Friedrich Schillers, geboren in Dürrenzimmern
- Jakob Friedrich Rösch (1743–1841), Militärwissenschaftler, Hauslehrer am württembergischen Hof und Erbauer der Röschenschanze auf dem Kniebis, wurde in Dürrenzimmern geboren
- Ernst Gottlieb Lauk (1884–1961), Pfarrer, Ehrenbürger von Dürrenzimmern 1948 aus Anerkennung seiner Verdienste um den Wiederaufbau der kriegszerstörten Kirche